# Amarah
Amarah (arabisk: العمارة) er en storby i det sydøstlige Irak med 511.500(2015) indbyggere, beliggende langs den lange irakiske flod; Tigris, som løber hele vejen fra det nordlige Irak til det sydlige.
Sydvest for Amarah ligger storbyen Nasiriyah og mod nordvest byen Kut. Det tager cirka fire timer at køre fra Bagdad til Amarah.
Amarah er det største handelscenter langs Tigris syd for Bagdad. Byen er hovedby i provinsen Maysan.